# Пратап Сінґх
Пратап Сінґх (महाराणा प्रताप, також відомий в англомовних країнах як Магарана Пратап; 9 травня 1550 —19 січня 1597) — магарана князівства Мевар у 1572—1597 роках, непримиренний ворог Великих Моголів, національний герой.

## Життєпис
Походив з раджпутського клану Сесодія. Син Удай Сінґха II, магарана Мевара. Про його молоді роки відомо мало. У 1560 році був при дворі великих Моголів у Делі заручником, проте втік до Мевара приблизно у 1562 році. У 1567 році під час вторгнення армії падишаха Акбара до Мевара, залишивши столицю Читор, переховувався з батьком у горах. Після смерті Удай Сінґха II у 1572 році виступив як претендент на трон. Проте батько перед смертю бажав передати владу іншому синові — Джамалу. За допомоги впливових феодалів Пратап Сінґх став магарана.
Із самого початку свого правління Пратап Сінґх поставив за мету відвоювання земель у Моголів і відновлення незалежності Мевара. Пратап вів тривалу партизанську війну проти могольських військ. Втім у 1576 році він зазнав нищівної поразки при Халдігхаті, але зумів врятуватися у горах. Здійснив низку військових рейдів у Раджпутані та Мальві. Продовжуючи партизанську війну, очільник Мевара у 1582 році завдав у битві при Деварі поразки моголам. Після цього зумів повернути майже усі володіння, окрім Чітора, Аджмера й Мандалґарха. 1585 року заснував нову столицю в Чаванді.
Пратап Сінґх боровся проти Акбара до самої смерті у 1597 році, зумівши відновити повністю родинні володіння. Помер у Чаванді. Наслідував трон Амар Сінґх I.